# Elemgasem
Elemgasem nubilis
Genre
Espèce
Elemgasem (d'après un dieu Tehuelche du même nom) est un genre fossile de dinosaures Abelisauridae Brachyrostra de la formation Portezuelo du Crétacé supérieur de Patagonie, Argentine. Le genre contient une seule espèce, Elemgasem nubilis.

## Présentation
La position cladistique d'Elemgasem au sein des Brachyrostra est incertaine, étant donné que les analyses phylogénétiques le retrouvent soit comme un taxon frère de Furileusauria, soit dans plusieurs positions au sein de ce clade.

## Découverte et dénomination
Le spécimen holotype d'Elemgasem, MCF-PVPH-380, a été découvert en 2002 dans des couches de la localité de Sierra del Portezuelo de la formation Portezuelo, à environ 20 kilomètres à l'ouest de Cutral Có, province de Neuquén, Argentine. L'holotype est constitué d'éléments axiaux et appendiculaires partiels, notamment des vertèbres cervicales et caudales, le fémur droit, le tibia gauche, les péronés droit et gauche, l'astragale-calcanéum gauche, les métatarses et diverses phalanges.
En 2022, Baiano et al. ont décrit Elemgasem comme un nouveau genre et une nouvelle espèce d'Abelisauridae Brachyrostra. Le nom générique, « Elemgasem », fait référence à une divinité Tehuelche du même nom ; selon la mythologie, Elemgasem est le propriétaire des animaux et le père du viscache du sud avec le pouvoir de pétrifier les autres et lui-même, ainsi que l'habitant des montagnes et du ciel. Le nom spécifique, « nubilus », signifie « jour de brouillard » en latin, en référence au climat brumeux inhabituel lors de l'expédition qui a découvert l'holotype d'Elemgasem.

## Paléoenvironnement
Elemgasem est connu de la formation Portezuelo d'Argentine. Les taxons nommés retrouvés dans la formation comprennent les dinosaures Theropoda Megaraptor, Patagonykus, Neuquenraptor, Pamparaptor, et Unenlagia, les dinosaures Sauropoda Futalognkosaurus, et Baalsaurus, et le Pterosauria Azhdarchoidea Argentinadraco. D'autres fossiles appartenant à des dinosaures Ornithopoda, des Neornithes, des tortues et des crocodiles ont également été trouvés dans la formation.

### Publication originale
- [2022] (en) Mattia A. Baiano, Diego Pol, Flavio Bellardini et Guillermo J. Windholz, « Elemgasem nubilus : a new brachyrostran abelisaurid (Theropoda, Ceratosauria) from the Portezuelo Formation (Upper Cretaceous) of Patagonia, Argentina », Papers in Palaeontology, vol. 8, no 5,‎ septembre 2022 (ISSN 2056-2799 et 2056-2802, DOI 10.1002/spp2.1462, lire en ligne, consulté le 7 novembre 2022).